# Vismarkt (Bredevoort)
De Vismarkt is een straat en pleintje in het oude centrum van Bredevoort. De straat is een zijstraat van de Landstraat en vertakt zich tegenwoordig in twee richtingen. De ene richting komt uit op de Molenwal en loopt als straat dan dood. Wel is er nog een voetpad aanwezig waarmee men de stadswal kan bereiken. Het andere deel mondt uit in 't Walletje, dit kleine straatje liep vroeger parallel aan de courtinewal die hier lag.

## Marktplein
Het pleintje is tegenwoordig zo klein dat er net voldoende ruimte zou zijn voor één visboer. Vroeger moet hier dan ook een groter plein hebben gelegen, dat blijkt onder andere uit oude plattegronden van Bredevoort. Ook was hier in tot de Eerste Wereldoorlog nog de Synagoge van Bredevoort in gebruik, het gebouw werd in 1920 verbouwd tot woonhuis. Op de vismarkt staat ook een pomp, voorheen Broeckhuijsens Putte bij de Rosmolen genaamd. Precies voor de pomp ligt in de grond nog het gehele fundament van de vroegere rosmolen. Overigens is de Vismarkt de derde markt van Bredevoort. Bredevoort had vroeger ook nog een Ganzenmarkt, gelegen tussen de Hozenstraat en de Gasthuisstraat. Wat betreft de Vismarkt, deze was inderdaad in het verleden in gebruik als vismarkt.

## Bron
- Bredevoort - bredevoort.nu

Ambthuiswal · Ambtshof · Bastionstraat · Bleekwal · Boterstraat · Frederik Hendrikstraat · Ganzenmarkt · Gasthuisstraat · Hozenstraat · Izermanstraat · Kerkstraat · Kleine Gracht · Kloosterdijk · Koppelstraat · Kruittorenstraat · Landstraat · Markt · Muizenstraat · Officierstraat · Pater Jan de Vriesstraat ·  Prins Mauritsstraat · Prinsenstraat · Roelvinkstraat · Stadsbroek · Stationsweg · Vismarkt · 't Walletje · 't Zand